# Alba de gloria
Alba de gloria (originalmente "Alba de groria") es un conocido discurso de Alfonso Daniel Rodríguez Castelao pronunciado con motivo del Día de la Patria Galega (25 de julio) de 1948 en el festival del Centro Gallego de Buenos Aires celebrado en el Teatro Argentino, publicado ese mismo mes en el número 463 de A Nosa Terra y que el autor manifestó que comenzara a escribir un año antes, en 1947, en Marsella (Francia).

## Significación
Dadas las circunstancias históricas en las que se hizo —posguerra y exilio del galleguismo— y la talla histórica de su autor, la significación de este discurso va más allá de la celebración de un 25 de julio concreto sino que es visto por el nacionalismo gallego como probablemente el documento que mejor refleja las aspiraciones e ideales de este movimiento.
La primera frase del discurso, Se no abrente deste día ("Si en el amanecer de este día"), es usada entre nacionalistas tanto para referirse a este texto como para referirse en general a las ansias de libertad del nacionalismo gallego. Los dos primeros párrafos habían sido escritos un año antes y forman parte del cap. I del cuarto libro de Sempre en Galiza. Recordaba así Castelao el discurso "A significación espiritual do Día da Galiza", que había pronunciado Ramón Otero Pedrayo "en un teatro de Vigo, dieciséis años atrás".
El título, "Alba de groria", con el que se publicó a partir de 1951, probablemente no fue elegido por el propio autor, sino por Eduardo Blanco Amor que fue quien hizo la traducción al castellano.
El Consejo de la Cultura Gallega organizó una exposición sobre el discurso en 2018.